# Бинген ам Рейн
Бинген пренасочва насам.  За града в САЩ вижте Бинген (Вашингтон).
Бинген ам Рейн (на немски: Bingen am Rhein, в близък превод Бинген на Рейн, или само Бинген) е германски град, разположен в западната част на страната, близо до Майнц, на мястото, където се събират реките Рейн и Нае. Бинген е голямо пристанище и железопътен кръстопът, важни за винопроизводството. Близо до Бинген на остров на река Рейн е кулата на мишките Binger Mäuseturm. По данни от преброяването през 2006 населението на града е 24 587 жители. Площта, която заема е 37,74 км2.

## Известни личности
Родени в Бинген
- Хайнрих Кайзер (1853-1940), физик
- Хилдегард от Бинген (1089-1179), писателка